# Rin anterior
El Rin anterior (en alemán: Vorderrhein; en francés: Rhin antérieur; dialectos romanches de Sursilvan: Rein Anteriurⓘ; Sutsilvan: Ragn Anteriur;  grisón, Vallader y Puter: Rain Anteriur; Surmiran: Ragn anteriour) es una de las dos fuentes del Rin. Su área de captación tiene 1512 km² y se encuentra predominantemente en el cantón de los Grisones (Suiza). El Rin anterior o Vorderrhein tiene aproximadamente 76 km de largo, por lo tanto, más del 5% más largo que el Hinterrhein/Rin posterior (cada uno medido hasta la fuente más lejana). El Rin anterior, sin embargo, tiene un caudal medio de 53,8 m3/s, que es inferior al caudal del Hinterrhein. Según el Atlas de Suiza de la Swiss Federal Office of Topography, la fuente del Rin anterior, y por lo tanto del Rin, se encuentra al norte del Rein da Tuma y del lago de Toma.
Vorderrhein también fue el nombre de un distrito judicial que se creó en 1851 con la reorganización del poder judicial de los Grisones. En 2001, fue incorporado en el Distrito Surselva.
Las comunidades más grandes a lo largo del Vorderrhein son Disentis e Ilanz.

## Curso

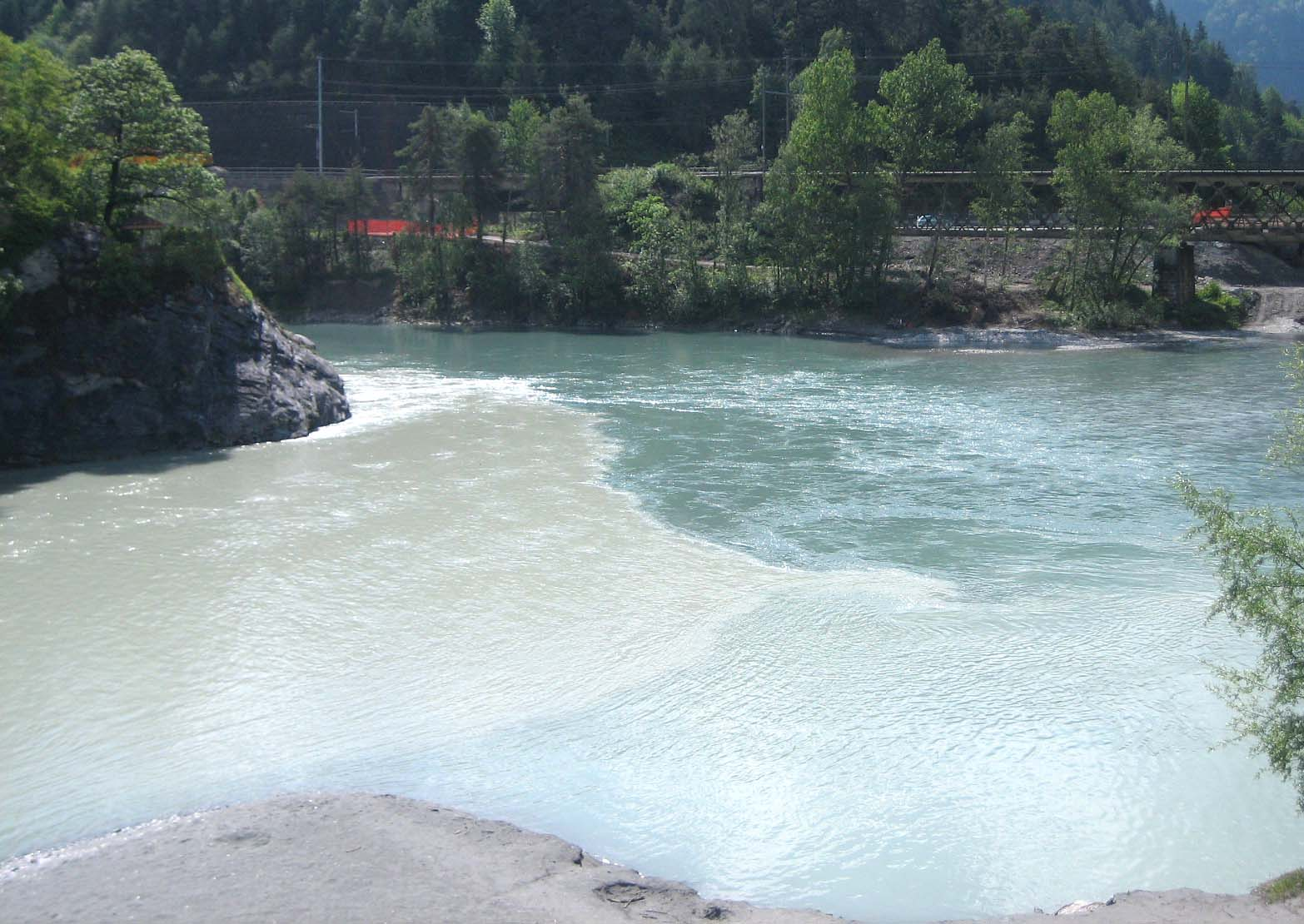
Confluencia del Hinterrhein (derecha) y el Vorderrhein (izquierda) en Reichenau

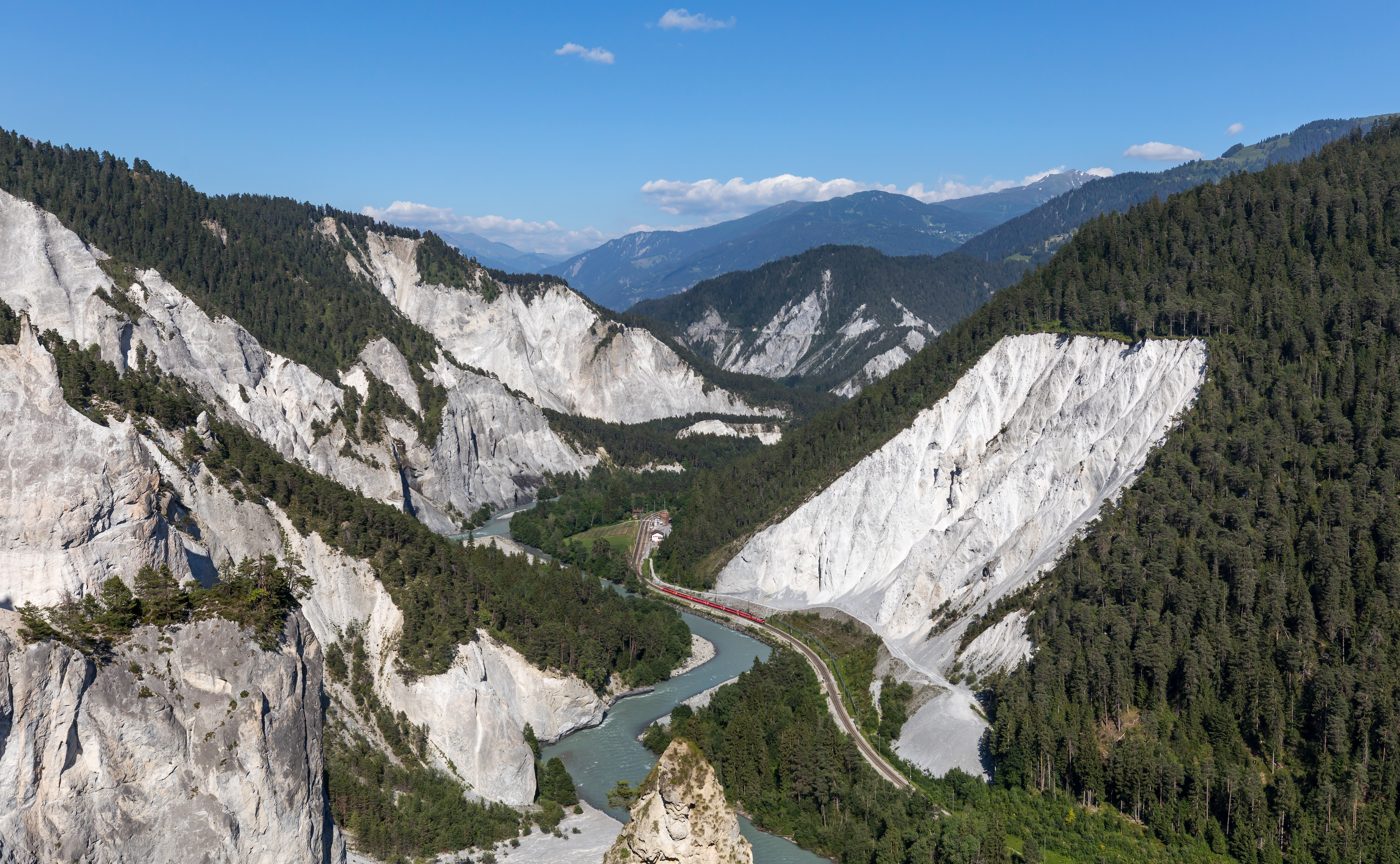
El valle del Rhin anterior cerca de Versam, recorrido por un tren del Ferrocarril Rético

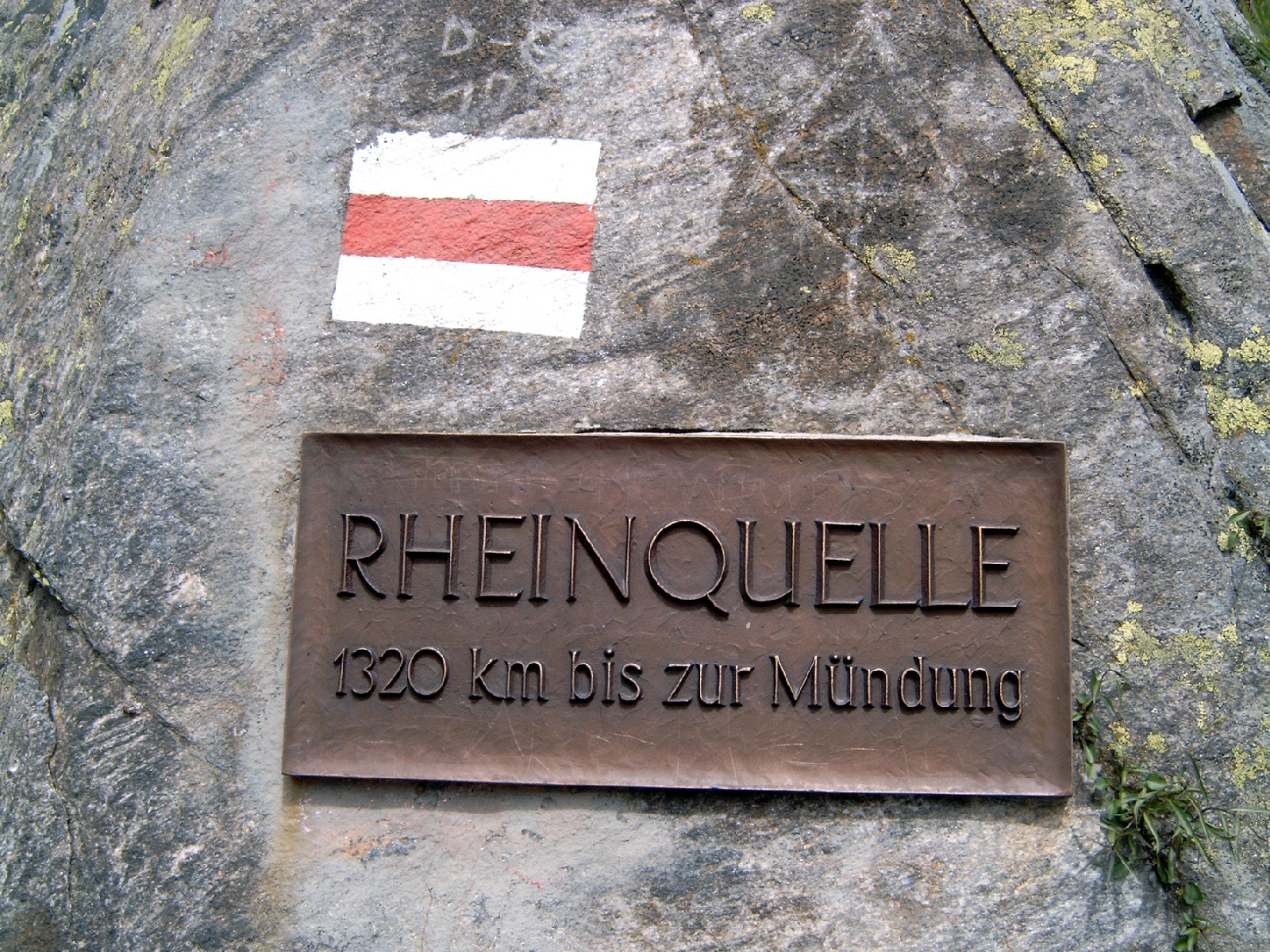
Placa «Rheinquelle» (Fuente del Rin) en el lago de Toma.

El Rin anterior fluye principalmente en dirección este-noreste, a través de Surselva, un gran valle longitudinal. Su ladera septentrional es empinada, con valles cortos; el lado meridional, sin embargo, está dividido por algunos valles largos (similar a la situación en el cantón de Valais más al oeste). En consecuencia, sus principales afluentes, el Rein da Sumvitg, el Glenner y el Rabiusa llegan todos del sur. En su curso inferior, el Vorderrhein fluye a través del desprendimiento de rocas de Flims, dando lugar a la zona de cañones de Ruinaulta. Cerca de Reichenau, se une al Hinterrhein para formar el Rin Alpino).

## Cabeceras
Algunos de los afluentes del Vorderrhein son casi tan largos como el curso principal. En orden descendente, son (midiendo su longitud desde sus respectivas fuentes hasta la confluencia con el Hinterrhein en Reichenau):
- Dos arroyos sin nombre que se originan en las áreas de Puozas y Milez, cerca del  Oberalppass;
- Rein da Tuma, incluido el Lai da Tuma y la cabecera principal del lago, unos 71 km;
- el Aua da Val desde el valle Val (70 km);
- Rein da Maighels (75 km) (afluente del Rein da Curnera);
- Rein da Curnera (74 km);
- Rein da Nalps (ca. 71 km);
- Rein da Medel, los tramos superiores en el  cantón de Ticino se conocen como Reno di Medel, y y también como  Froda (ca. 76 km).

Así que los brazos más largos no son la fuente en Oberalppass, sino más al sureste. El frente de cabecera más largo del Rin anterior (y, por lo tanto, del Rin en su conjunto, véanse las fuentes del Rin), es el Reno di Medel, que nace en la frontera del municipio Quinto en el Tesino. En la parte más alta de su curso, discurre por el Val Cadlimo, al sur de la cordillera alpina principal, al oeste del paso de Lukmanier.
El punto culminante de la cuenca hidrográfica del Rin anterior es el Piz Russein, en el macizo Tödi de los Alpes de Glaris, a 3613 m sobre el nivel del mar. Comienza con el arroyo Aua da Russein (lit.: 'agua del Russein').

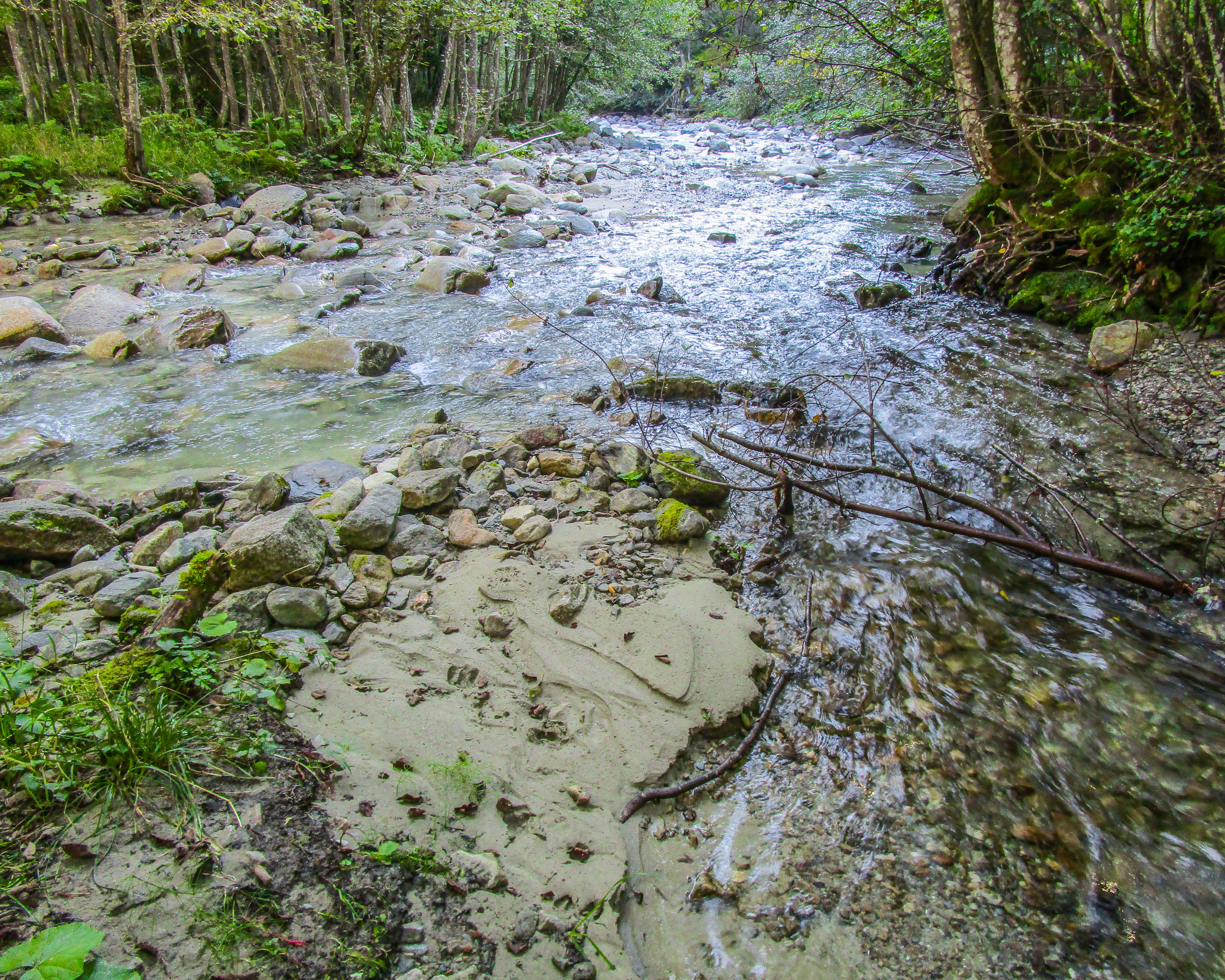
Desembocadura del  Rein da Nalps en el Rin anterior cerca de Cavorgia
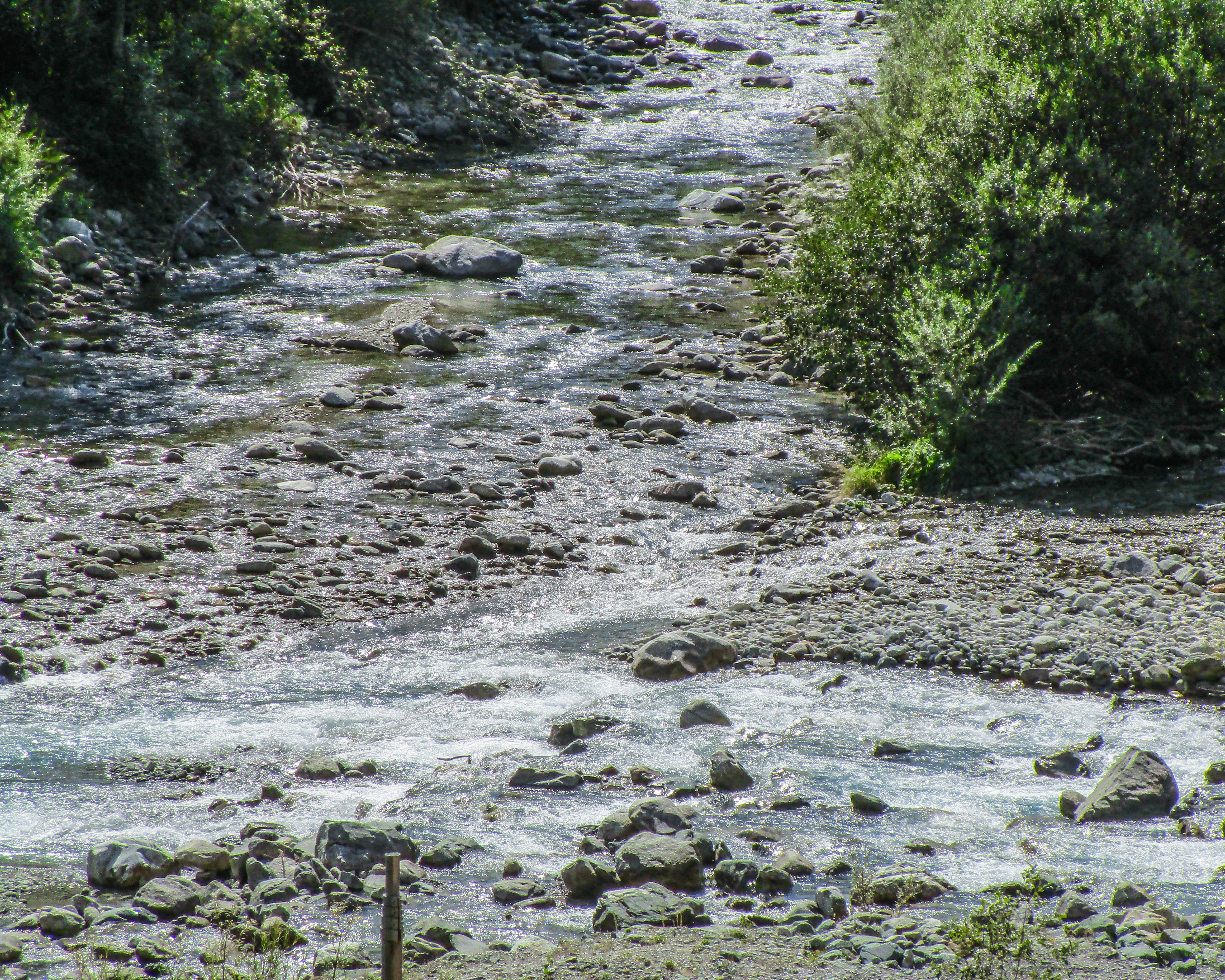
Desembocadura del Aua Russein en el Rin anterior entre Cumpadials y Disentis
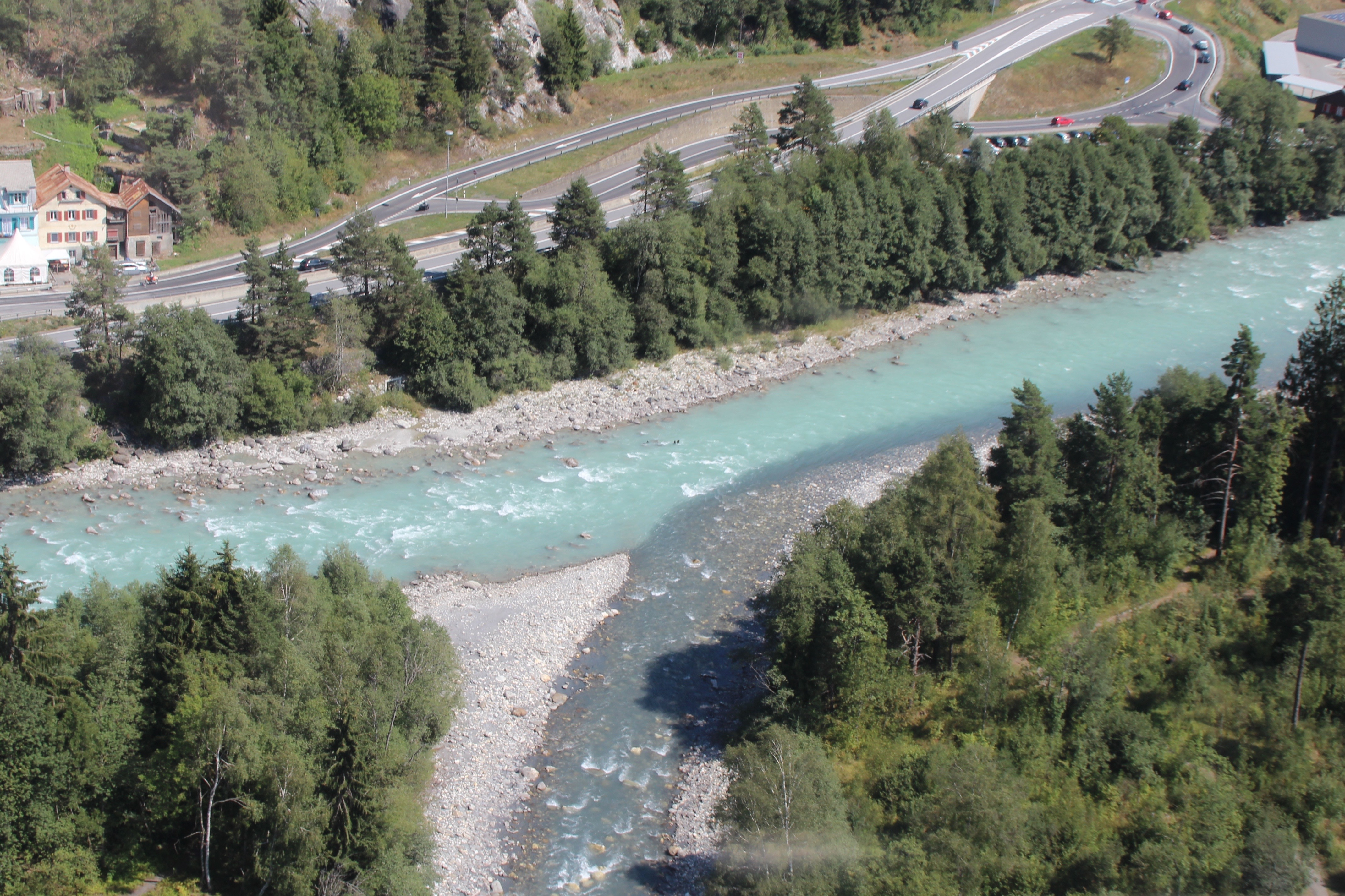
Desembocadura del Glenner en el Rin anterior cerca de Ilanz/Glion
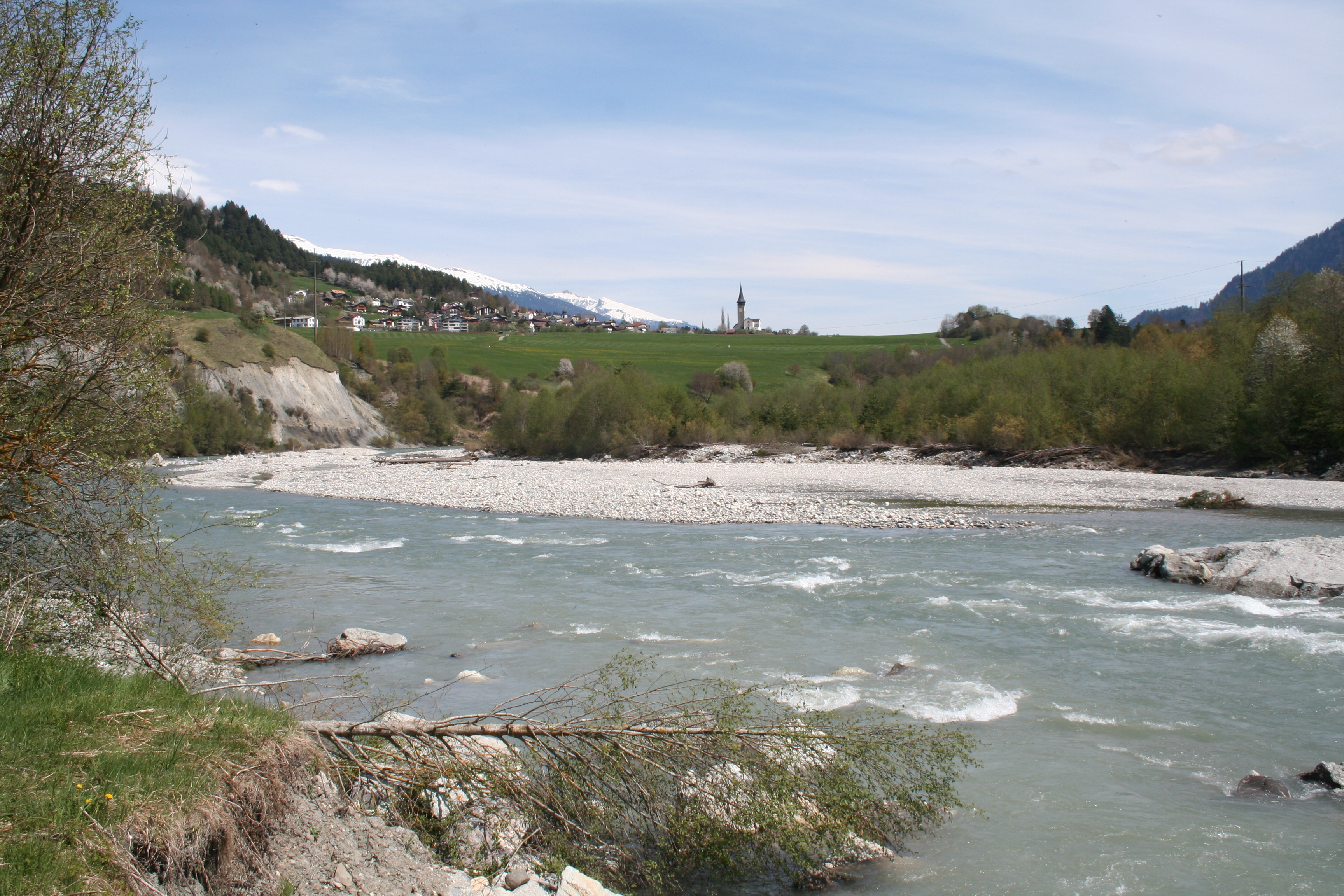
El Rin anterior cerca de Schluein con vistas a Sagogn

## Turismo
Gracias a su atractivo paisaje y a algunos pasajes interesantes, el Rin anterior es un río popular para remar y hacer rafting, especialmente en el tramo entre las localidades de Ilanz y Versam.
A lo largo de toda la longitud del Rin anterior el valle es aprovechado por una línea de ferrocarril de vía estrecha: desde Chur a Disentis hay una línea de Rhätische Bahn; y desde Disentis, la línea Furka-Oberalp del Matterhorn Gotthard Bahn va hasta el paso de Oberalp y luego hasta Andermatt. En el área de Ruinaulta, la carretera principal corre hacia el norte del río, y en su punto más alto, en Flims, se encuentra a unos 480 metros sobre el Rin.
La Senda Sursilvana, una ruta de senderismo a lo largo del joven río Rin, conduce desde el paso de Oberalp a lo largo del Vorderrhein en dirección a Chur.